# Les Rois de la piscine
 (août 2019).
Les Rois de la piscine (Pool Kings) est une émission de télévision de DIY Network, diffusée depuis le 30 mai 2016. En France, elle est diffusée sur la chaîne 6ter depuis le 21 juillet 2018.

## Concept
Cette émission fait appel à de nombreux professionnels d'entreprises américaines de la piscine, pour relever les défis les plus fous lancés par leurs clients fortunés. Du Texas à la Californie, les équipes de l’émission traverseront le pays pour construire des piscines plus folles les unes que les autres : avec des cascades, des bars flottants, des piscines à plusieurs niveaux... Rien ne fait peur à ces spécialistes du béton projeté, qui redoubleront d’ingéniosité pour réaliser les souhaits les plus incroyables et inattendus de leurs clients.

## Diffusion
| Saison | Saison   | Épisodes | États-Unis      | États-Unis        |
| Saison | Saison   | Épisodes | Début de saison | Fin de saison     |
| ------ | -------- | -------- | --------------- | ----------------- |
|        | 1        | 2        | 30 mai 2016     | 8 juillet 2016    |
|        | 2        | 1        | 30 mai 2016     | 30 mai 2016       |
|        | 3        | 11       | 30 mai 2016     | 4 septembre 2017  |
|        | 4        | 12       | 30 mai 2016     | 4 septembre 2017  |
|        | 5        | 10       | 28 mai 2018     | 29 juillet 2019   |
|        | 6        | 10       | 28 mai 2018     | 3 septembre 2018  |
|        | 7        | 10       | 4 juin 2018     | 17 septembre 2018 |
|        | 8        | 10       | 27 mai 2019     | 23 juillet 2020   |
|        | 9        | 13       | 3 juin 2019     | 23 septembre 2019 |
|        | 10       | 15       | 3 juin 2021     | 17 décembre 2021  |
|        | Spéciaux | 3        | 29 juin 2019    | 29 juin 2019      |

## Designers actuels
| État américain   | État américain | Designers                             | Entreprise                | Saison     |
| ---------------- | -------------- | ------------------------------------- | ------------------------- | ---------- |
| Oklahoma         | Oklahoma       | Kelly, Jeremy et Jay Caviness         | Caviness Landscape Design | (saison 1) |
| Arizona          | Arizona        | Jeromey et Jay                        | Premier Paradise Pools    | (saison 2) |
| Tennessee        | Texas          | Kyle, Miki et Justin Peek             | Peek Pools & Spa          | (saison 3) |
| Nevada           | Texas          | Jim Bellamy et Mike Baldasare         | California Pools          | (saison 4) |
| Californie       | Utah           | Jim Bellamy et Mike Baldasare         | California Pools          | (saison 4) |
| Tennessee        | Floride        | Kyle, Miki et Justin Peek             | Peek Pools & Spa          | (saison 5) |
| Caroline du Nord | Kentucky       | Kyle, Miki et Justin Peek             | Peek Pools & Spa          | (saison 5) |
| Texas            | Texas          | Tony Aguasvivas et Paul Zars          | Keith Zars Pool           | (saison 6) |
| Texas            | Texas          | Justin McGuire et Steve Terry         | California Pools          | (saison 6) |
| Géorgie          | Nevada         | Paul et Brian Porter                  | Premier Pools & Spas      | (saison 7) |
| Texas            | Californie     | Paul et Brian Porter                  | Premier Pools & Spas      | (saison 7) |
| Californie       | Californie     | Paul et Brian Porter                  | Premier Pools & Spas      | (saison 8) |
| Arizona          | Oregon         | Paul et Brian Porter                  | Premier Pools & Spas      | (saison 8) |
| Texas            | Texas          | Paul, Charles Zars et Tony Aguasvivas | Keith Zars Pool           | (saison 9) |
| Texas            | Texas          | Justin McGuire et Steve Terry         | California Pools          | (saison 9) |

## Liste des épisodes

### Saison 1
| Première saison (2016) | Première saison (2016) | Première saison (2016) | Première saison (2016)   | Première saison (2016) | Première saison (2016) | Première saison (2016) |
| No                     | #                      | Titre français         | Titre original           | Diffusion originale    | État                   |                        |
| ---------------------- | ---------------------- | ---------------------- | ------------------------ | ---------------------- | ---------------------- | ---------------------- |
| 1                      | 1                      | À l'abordage           | The Pirate Treasure Pool | 30 mai 2016            | Oklahoma               |                        |
| 2                      | 2                      | La ruée vers l'or      | The Miner Adventure Pool | 8 juillet 2016         | Oklahoma               |                        |

### Saison 2
| Deuxième saison (2016) | Deuxième saison (2016) | Deuxième saison (2016) | Deuxième saison (2016)     | Deuxième saison (2016) | Deuxième saison (2016) | Deuxième saison (2016) |
| No                     | #                      | Titre français         | Titre original             | Diffusion originale    | État                   |                        |
| ---------------------- | ---------------------- | ---------------------- | -------------------------- | ---------------------- | ---------------------- | ---------------------- |
| 3                      | 1                      | Tout baigne en Arizona | Making a Splash in Arizona | 30 mai 2016            | Arizona                |                        |

### Saison 3
| Troisième saison (2016/2017) | Troisième saison (2016/2017) | Troisième saison (2016/2017)  | Troisième saison (2016/2017)                 | Troisième saison (2016/2017) | Troisième saison (2016/2017) | Troisième saison (2016/2017) |
| No                           | #                            | Titre français                | Titre original                               | Diffusion originale          | État                         |                              |
| ---------------------------- | ---------------------------- | ----------------------------- | -------------------------------------------- | ---------------------------- | ---------------------------- | ---------------------------- |
| 4                            | 1                            | Surprise en cascade           | Tennessee Dream Pool                         | 30 mai 2016                  | Tennessee                    |                              |
| 5                            | 2                            | Mon paradis aquatique         | From Eyesore to Ultimate Pool Party Paradise | 29 mai 2017                  | Tennessee                    |                              |
| 6                            | 3                            | Champagne sous les étoiles    | Champagne Spa Wishes And Forever-Home Dreams | 5 juin 2017                  | Tennessee                    |                              |
| 7                            | 4                            | La cerise sur le gâteau       | Perfect Time for a Pool and Backyard Oasis   | 12 juin 2017                 | Texas                        |                              |
| 8                            | 5                            | Le meilleur ami de la famille | A Natural Fit for a Fun Family               | 19 juin 2017                 | Tennessee                    |                              |
| 9                            | 6                            | Du feu dans l'eau             | A Rocky Road to Backyard Bliss               | 26 juin 2017                 | Tennessee                    |                              |
| 10                           | 7                            | De l'eau à perte de vue       | Living La Vida Lakeside                      | 17 juillet 2017              | Texas                        |                              |
| 11                           | 8                            | Les éléments se déchainent    | From Flawed to Flawless                      | 31 juillet 2017              | Tennessee                    |                              |
| 12                           | 9                            | La roche des titans           | Rockin' Out in Music City                    | 14 août 2017                 | Tennessee                    |                              |
| 13                           | 10                           | Sauvez ma piscine             | From Overgrown to Over the Top               | 28 août 2017                 | Tennessee                    |                              |
| 14                           | 11                           | La famille Rowland            | Sliding Into Paradise                        | 4 septembre 2017             | Tennessee                    |                              |

### Saison 4
| Quatrième saison (2017) | Quatrième saison (2017) | Quatrième saison (2017)           | Quatrième saison (2017)      | Quatrième saison (2017) | Quatrième saison (2017) | Quatrième saison (2017) |
| No                      | #                       | Titre français                    | Titre original               | Diffusion originale     | État                    |                         |
| ----------------------- | ----------------------- | --------------------------------- | ---------------------------- | ----------------------- | ----------------------- | ----------------------- |
| 15                      | 1                       | Viva Las Vegas                    | Desert Oasis in Sin City     | 30 mai 2016             | Nevada                  |                         |
| 16                      | 2                       | Une piscine qui a du chien        | All the Way Around           | 29 mai 2017             | Californie              |                         |
| 17                      | 3                       | Mon royaume pour une grotte       | Gotta Have My Grotto         | 12 juin 2017            | Californie              |                         |
| 18                      | 4                       | C'est tous les jours les vacances | I'm on Vacation Already      | 19 juin 2017            | Californie              |                         |
| 19                      | 5                       | Piscine pour géant                | This Pool Goes Up            | 26 juin 2017            | Texas                   |                         |
| 20                      | 6                       | Une vue à tout prix               | Texas Staycation Paradise    | 10 juillet 2017         | Texas                   |                         |
| 21                      | 7                       | Une oasis dans le désert          | My Last Pool Was an Iron Tub | 5 juin 2017             | Californie              |                         |
| 22                      | 8                       | Un grand enfant                   | Canyon Country Playground    | 24 juillet 2017         | Californie              |                         |
| 23                      | 9                       | Une piscine pour la famille       | Everything but the Trellis   | 7 août 2017             | Californie              |                         |
| 24                      | 10                      | Toutou pour ma piscine            | Stay the Course              | 21 août 2017            | Texas                   |                         |
| 25                      | 11                      | Des souvenirs gravés              | Clean and Classic in Corona  | 4 septembre 2017        | Californie              |                         |
| 26                      | 12                      | Mountain Paradise                 | Mountain Paradise            | 4 septembre 2017        | Utah                    |                         |

### Saison 5
| Cinquième saison (2018/2019) | Cinquième saison (2018/2019) | Cinquième saison (2018/2019)     | Cinquième saison (2018/2019) | Cinquième saison (2018/2019) | Cinquième saison (2018/2019) | Cinquième saison (2018/2019) |
| No                           | #                            | Titre français                   | Titre original               | Diffusion originale          | État                         |                              |
| ---------------------------- | ---------------------------- | -------------------------------- | ---------------------------- | ---------------------------- | ---------------------------- | ---------------------------- |
| 27                           | 1                            | Une piscine hors-sol             | The Stakes Are High          | 28 mai 2018                  | Tennessee                    |                              |
| 28                           | 2                            | Une piscine au milieu des cèdres | A Hole in the Plan           | 2 juillet 2018               | Tennessee                    |                              |
| 29                           | 3                            | Notre piscine révée              | It's About Time              | 9 juillet 2018               | Caroline du Nord             |                              |
| 30                           | 4                            | Ça vous plairait une piscine ?   | Slidin' Into Home            | 16 juillet 2018              | Caroline du Nord             |                              |
| 31                           | 5                            | Piscine bling bling              | Bling by the Bay             | 20 août 2018                 | Floride                      |                              |
| 32                           | 6                            | Quatre sœurs pour une piscine    | Lap of Luxury                | 27 août 2018                 | Tennessee                    |                              |
| 33                           | 7                            | Une cascade en or                | Welcome to Fire Island       | 25 juin 2018                 | Caroline du Nord             |                              |
| 34                           | 8                            | Deux fois plus de folie          | Twice as Nice                | 13 mai 2019                  | Kentucky                     |                              |
| 35                           | 9                            | Une piscine sportive             | Game Time                    | 29 juillet 2019              | Tennessee                    |                              |
| 36                           | 10                           | Les tropiques dans un jardin     | It's Tiki Time               | 20 mai 2019                  | Floride                      |                              |

### Saison 6
| Sixième saison (2018) | Sixième saison (2018) | Sixième saison (2018)              | Sixième saison (2018)              | Sixième saison (2018) | Sixième saison (2018) | Sixième saison (2018) |
| No                    | #                     | Titre français                     | Titre original                     | Diffusion originale   | État                  |                       |
| --------------------- | --------------------- | ---------------------------------- | ---------------------------------- | --------------------- | --------------------- | --------------------- |
| 37                    | 1                     | Mon paradis                        | Hill Country Heaven                | 28 mai 2018           | Texas                 |                       |
| 38                    | 2                     | Une piscine pour des chefs         | Tuscan Wonderwall                  | 4 juin 2018           | Texas                 |                       |
| 39                    | 3                     | Un toboggan sinon rien             | Wildebeest and Waterfalls          | 11 juin 2018          | Texas                 |                       |
| 40                    | 4                     | Le gnou, la cascade et le pirate   | Ponds Have More Fun                | 18 juin 2018          | Texas                 |                       |
| 41                    | 5                     | Nos petits-enfants seront des rois | Pool Party Paradise                | 25 juin 2018          | Texas                 |                       |
| 42                    | 6                     | Le refuge des Larson               | Build the Pool, and They Will Come | 9 juillet 2018        | Texas                 |                       |
| 43                    | 7                     | Une piscine pour le petit loup     | Cabanas and Cannonballs            | 23 juillet 2018       | Texas                 |                       |
| 44                    | 8                     | Un panorama de rêve                | Custom Contemporary                | 30 juillet 2018       | Texas                 |                       |
| 45                    | 9                     | Une piscine comme un étang         | All About the View                 | 6 août 2018           | Texas                 |                       |
| 46                    | 10                    | On nage dans le bonheur !          | Lake View Paradise                 | 3 septembre 2018      | Texas                 |                       |

### Saison 7
| Septième saison (2018) | Septième saison (2018) | Septième saison (2018)          | Septième saison (2018)      | Septième saison (2018) | Septième saison (2018) | Septième saison (2018) |
| No                     | #                      | Titre français                  | Titre original              | Diffusion originale    | État                   |                        |
| ---------------------- | ---------------------- | ------------------------------- | --------------------------- | ---------------------- | ---------------------- | ---------------------- |
| 47                     | 1                      | Une oasis de détente            | Vegas Jackpot Swimming Pool | 4 juin 2018            | Nevada                 |                        |
| 48                     | 2                      | Du haut de la montagne          | Mountain Lake Resort Pool   | 11 juin 2018           | Californie             |                        |
| 49                     | 3                      | Le parc aquatique               | Georgia Peach Pool Paradise | 18 juin 2018           | Géorgie                |                        |
| 50                     | 4                      | Des étoiles plein les yeux      | Southern Oasis Pool         | 2 juillet 2018         | Texas                  |                        |
| 51                     | 5                      | Piscine avec vue                | A Pool With a View          | 16 juillet 2018        | Californie             |                        |
| 52                     | 6                      | J'aurais pas fait mieux         | Texas-Sized Retreat         | 23 juillet 2018        | Texas                  |                        |
| 53                     | 7                      | Une vue à un million de dollars | Million Dollar View Pool    | 6 août 2018            | Californie             |                        |
| 54                     | 8                      | Le rocher et la sirène          | Dueling Waterslides         | 13 août 2018           | Californie             |                        |
| 55                     | 9                      | Solide comme un roc             | Mountaintop Luxury Lagoon   | 10 septembre 2018      | Californie             |                        |
| 56                     | 10                     | Une longueur d'avance           | Dream Pool                  | 17 septembre 2018      | Californie             |                        |

### Saison 8
| Huitième saison (2019) | Huitième saison (2019) | Huitième saison (2019)           | Huitième saison (2019)         | Huitième saison (2019) | Huitième saison (2019) | Huitième saison (2019) |
| No                     | #                      | Titre français                   | Titre original                 | Diffusion originale    | État                   |                        |
| ---------------------- | ---------------------- | -------------------------------- | ------------------------------ | ---------------------- | ---------------------- | ---------------------- |
| 57                     | 1                      | Comme à Cancún                   | Cancun in Every Corner         | 27 mai 2019            | Californie             |                        |
| 58                     | 2                      | Paradis hawaïen                  | A Hawaiian Paradise Pool       | 27 mai 2019            | Californie             |                        |
| 59                     | 3                      | Jardin transparent               | Dream Pool for a Dream Home    | 24 juin 2019           | Californie             |                        |
| 60                     | 4                      | Comme un poisson dans l'eau      | A Rockin' Resort Pool          | 8 juillet 2019         | Californie             |                        |
| 61                     | 5                      | Un jardin 4 étages               | Modern Mountain Pool           | 19 août 2019           | Arizona                |                        |
| 62                     | 6                      | Une oasis moderne                | Eyesore to Elegance            | 5 août 2019            | Californie             |                        |
| 63                     | 7                      | Palace palace !                  | Magnificent Mediterranean Pool | 12 août 2019           | Californie             |                        |
| 64                     | 8                      | Une piscine qui rend heureux     | Mountain Retreat Pool          | 23 juillet 2020        | Oregon                 |                        |
| 65                     | 9                      | Un amour de tortue               | Broken to Beautiful            | 16 septembre 2019      | Californie             |                        |
| 66                     | 10                     | Deux piscine valent mieux qu'une | A Backyard Water Park          | 9 septembre 2019       | Californie             |                        |

### Saison 9
| Neuvième saison (2019) | Neuvième saison (2019) | Neuvième saison (2019)              | Neuvième saison (2019)            | Neuvième saison (2019) | Neuvième saison (2019) | Neuvième saison (2019) |
| No                     | #                      | Titre français,                     | Titre original                    | Diffusion originale    | État                   |                        |
| ---------------------- | ---------------------- | ----------------------------------- | --------------------------------- | ---------------------- | ---------------------- | ---------------------- |
| 67                     | 1                      | Une piscine pour un héros           | Spa Fabulous                      | 3 juin 2019            | Texas                  |                        |
| 68                     | 2                      | Et viva San Antonio                 | Cliffside Dreams                  | 3 juin 2019            | Texas                  |                        |
| 69                     | 3                      | Les Caraïbes dans mon jardin        | Hill Country Caribbean            | 10 juin 2019           | Texas                  |                        |
| 70                     | 4                      | Et au milieu coulent les rivières   | Three Rivers and a Pool           | 10 juin 2019           | Texas                  |                        |
| 71                     | 5                      | Trois fois plouf                    | Caribbean Spa                     | 17 juin 2019           | Texas                  |                        |
| 72                     | 6                      | Une piscine, un green, le bonheur ! | Pools and Greens Make Happy Teens | 1er juillet 2019       | Texas                  |                        |
| 73                     | 7                      | Un rêve plein de défis              | Three Tiers                       | 1er juillet 2019       | Texas                  |                        |
| 74                     | 8                      | Nos filles sont des poissons !      | Clean Lines and Clean Water       | 15 juillet 2019        | Texas                  |                        |
| 75                     | 9                      | Tout pour mes petits-enfants        | Triple Infinity Edge              | 22 juillet 2019        | Texas                  |                        |
| 76                     | 10                     | Cascade texane                      | Ranch Pool Resort                 | 29 juillet 2019        | Texas                  |                        |
| 77                     | 11                     | Vous avez dit "piscines de luxe" ?  | Water, Water Everywhere           | 26 août 2019           | Texas                  |                        |
| 78                     | 12                     | Qui a la plus belle piscine ?       | Something for Everyone            | 2 septembre 2019       | Texas                  |                        |
| 79                     | 13                     | Des piscines uniques                | A Splash of Hawaii                | 23 septembre 2019      | Texas                  |                        |

### Saison 10
| Dixième saison (2021) | Dixième saison (2021) | Dixième saison (2021)               | Dixième saison (2021)            | Dixième saison (2021) | Dixième saison (2021) | Dixième saison (2021) |
| No                    | #                     | Titre français                      | Titre original                   | Diffusion originale   | État                  |                       |
| --------------------- | --------------------- | ----------------------------------- | -------------------------------- | --------------------- | --------------------- | --------------------- |
| 80                    | 1                     | Heureux comme des canards sur l'eau | Texas Backyard Staycation        | 3 juin 2021           | Texas                 |                       |
| 81                    | 2                     | Détente californienne               | Bringing Beach Life to Texas     | 10 juin 2021          | Texas                 |                       |
| 82                    | 3                     | Il fait chaud !                     | Desert Pool For the Whole Family | 17 juin 2021          | Nevada                |                       |
| 83                    | 4                     | Le bonheur en pente douce           | The Partygoers Pool              | 1er juillet 2021      | Texas                 |                       |
| 84                    | 5                     | Une piscine pour mon anniversaire   | Dream Home Needs Dream Pool      | 8 juillet 2021        | Texas                 |                       |
| 85                    | 6                     | Le design avant tout                | Next Level Pool                  | 15 juillet 2021       | Texas                 |                       |
| 86                    | 7                     | Une famille comblée                 | Hitting the Backyard Jackpot     | 22 juillet 2021       | Nevada                |                       |
| 87                    | 8                     | A la nage                           | Go With the Flow in California   | 12 août 2021          | Californie            |                       |
| 88                    | 9                     | Prête pour les jeux olympiques      | Sporty Pool for an Active Family | 26 août 2021          | Texas                 |                       |
| 89                    | 10                    | Titre français inconnu              | Texas Hideaway Pool              | 2 septembre 2021      | Texas                 |                       |
| 90                    | 11                    | Titre français inconnu              | A Classic and Fantastic Pool     | 9 septembre 2021      | Nevada                |                       |
| 91                    | 12                    | Titre français inconnu              | Desert Oasis Transformation      | 10 décembre 2021      | Nevada                |                       |
| 92                    | 13                    | Titre français inconnu              | We're Gonna Need a Bigger Pool   | 10 décembre 2021      | Texas                 |                       |
| 93                    | 14                    | Titre français inconnu              | Desert Hot Pool                  | 17 décembre 2021      | Nevada                |                       |
| 94                    | 15                    | Titre français inconnu              | You Can See This Pool From Space | 17 décembre 2021      | Californie            |                       |

### Spéciaux
| Spécial | 1 | Titre français inconnu | Swim-Up Bars Near and Far   | 29 juin 2019 |
| Spécial | 2 | Titre français inconnu | Tranquil Spas, Oohs and Ahs | 29 juin 2019 |
| Spécial | 3 | Titre français inconnu | Poolside and Mystified      | 29 juin 2019 |